# Rep
Rèp (tudi rép) je podolgovat, gibljiv izrastek zadnjega dela živalskega telesa. Pri sesalcih, plazilcih in ptičih ga sestavlja trtica, pri slednjih pa ga poleg tega poraščajo posebej oblikovana peresa. Z izrazom rep pri ribah označujemo repno plavut, ki jo sestavljajo trnasti izrastki, med katerimi je napeta kožnata membrana. Tudi nekateri nevretenčarji, kot so ščipalci in skakači, imajo rep.
Pri človeku je rep zakrnel; trtica je majhna in skrita znotraj telesa. Pojavi se med embrionalnim razvojem, vendar ga kmalu prerastejo druga tkiva. V redkih primerih se novorojenček rodi s kratkim repom.

## Funkcije
Živali uporabljajo rep za različne namene. Ribe in druge morske živali ga uporabljajo za premikanje. Mnoge kopenske živali z njim odganjajo muhe in druge insekte. Živali, kot so kenguruji in mačke z repom lovijo ravnotežje, nekatere vrste opic pa se z njim oprijemajo vej, po katerih plezajo. Ptičji rep pomembno prispeva k ravnotežju pri letu.
Pri določenih živalih (npr. mački in psu) rep veliko pove o razpoloženju. Tako na primer vemo, da je pes z mahajočim repom igriv, razigran, maček z mahajočim repom pa agresiven.